# Russische Badmintonmeisterschaft 2017
Die Russische Badmintonmeisterschaft 2017 fand vom 4. bis zum 8. Oktober 2017 in Ramenskoje statt.

## Sieger und Platzierte
| Disziplin    | Gold                               | Silber                                | Bronze                             |
| ------------ | ---------------------------------- | ------------------------------------- | ---------------------------------- |
| Herreneinzel | Sergey Sirant                      | Vladimir Malkov                       | Anatoliy Yartsev                   |
| Herreneinzel | Sergey Sirant                      | Vladimir Malkov                       | Shokhzod Gulomzoda                 |
| Dameneinzel  | Evgeniya Kosetskaya                | Natalia Perminova                     | Elena Komendrovskaja               |
| Dameneinzel  | Evgeniya Kosetskaya                | Natalia Perminova                     | Olga Arkhangelskaya                |
| Herrendoppel | Vladimir Ivanov Ivan Sozonov       | Konstantin Abramov Alexandr Zinchenko | Andrey Parakhodin Nikita Khakimov  |
| Herrendoppel | Vladimir Ivanov Ivan Sozonov       | Konstantin Abramov Alexandr Zinchenko | Andrej Ashmarin Anton Nazarenko    |
| Damendoppel  | Ekaterina Bolotova Alina Davletova | Olga Arkhangelskaya Natalia Rogova    | Elena Komendrovskaja Irina Khlebko |
| Damendoppel  | Ekaterina Bolotova Alina Davletova | Olga Arkhangelskaya Natalia Rogova    | Ksenia Evgenova Maria Shegurova    |
| Mixed        | Ivan Sozonov Evgeniya Kosetskaya   | Rodion Alimov Alina Davletova         | Rodion Kargaev Viktoriia Vorobeva  |
| Mixed        | Ivan Sozonov Evgeniya Kosetskaya   | Rodion Alimov Alina Davletova         | Evgeny Dremin Evgenija Dimova      |